# Laetana collarti
Laetana collarti es una especie de insecto coleóptero de la familia Chrysomelidae. Fue descrita científicamente en 1932 por Laboissiere.